# 埃斯唐皮尔
埃斯唐皮尔（法語：Estampures，法語發音：[ɛstɑ̃pyʁ]）是法国上比利牛斯省的一个市镇，位于该省北部，属于塔布区。

## 地理
埃斯唐皮尔（43°22'17"N, 0°16'57"E）面积5.56 平方千米，位于法国奧克西塔尼大區上比利牛斯省，该省份为法国西南部内陆省份，北至热尔省，西接大西洋比利牛斯省，南与西班牙接壤，东临上加龙省。
与埃斯唐皮尔接壤的市镇（或旧市镇、城区）包括：埃斯唐普、卡斯泰、蒙泰居阿罗斯、贝尔纳代德巴、弗雷谢德、马兹罗勒。

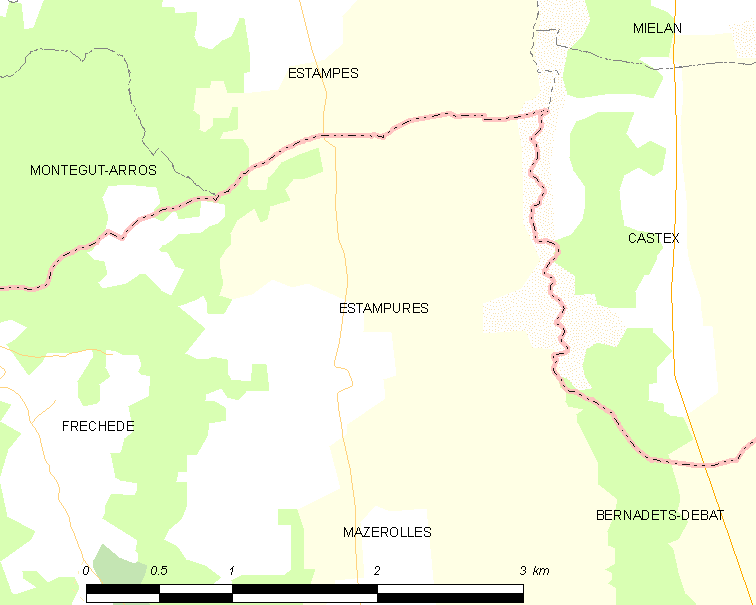
埃斯唐皮尔的OSM定位图

埃斯唐皮尔的时区为UTC+01:00、UTC+02:00（夏令时）。

## 行政
埃斯唐皮尔的邮政编码为65220，INSEE市镇编码为65170。

## 政治
埃斯唐皮尔所属的省级选区为山丘县。

## 人口

1962-2008年间埃斯唐皮尔人口变化图示

埃斯唐皮尔于2022年1月1日时的人口数量为74人。